# Ейтан (БТР)
Ейтан (івр. איתן; дослівно «стійкий», «твердий» або «сильний») — бойова броньована машина (ББМ), розроблена для заміни застарілого бронетранспортера M113 в Армії оборони Ізраїлю.

## Опис
Eitan - це 8-колісна бронемашина, набагато легше, ніж «Намер», вагою менше 35 тонн. Оснащена комплексом активного захисту Iron Fist. ББМ розвиває максимальну швидкість 90 км/год і може перевозити до 12 осіб, включаючи 3 члени екіпажу. «Ейтан» то, можливо оснащений 30-40-мм гарматою і ПТРК «Спайк». Броня відповідає стандарту STANAG 4569 4 рівня.
«Ейтан» має замінити сотні бронетранспортерів M113, що на даний час на озброєнні. За словами бригадного генерала Баруха Мацліаха, машина доповнить, а не замінить гусеничний БТР «Намер»; «Ейтан» повинен коштувати стільки ж, скільки «Намер» (3 мільйони доларів) але, на відміну від гусеничних машин, може перевозити піхотні відділення по авто-дорогах.
«Ейтан» має можливість використовувати систему безпечних шин та оснащений композитною бронею NERA та високим днищем для захисту від наземних мін та СВП. Перша ББМ Eitan була представлена 1 серпня 2016.

## Оператори
Ізраїль — бригада Нахаль стала першим ізраїльським піхотним підрозділом, який отримав «Ейтан» у травні 2023 року. Бригада вперше застосувала машину під час боїв у Зикимі 7 жовтня 2023 року та під час відбиття вторгнення ХАМАС до Ізраїлю, а також під час наземної операції Ізраїлю у секторі Газа.